# Гуляев, Алексей Сергеевич
Алексей Сергеевич Гуляев (1916 — ?) — советский футболист, нападающий, защитник.
В 1946 году в составе ленинградского «Зенита» в чемпионате страны провёл шесть матчей. Затем выступал в группе II за МВО (1946), «Зенит» Калининград (1947), «Спартак» Львов (1948), Завод имени Калинина (Калининград) (1949).